# Sato Shigeyuki
Shigeyuki Sato (sinh ngày 5 tháng 5 năm 1974) là một cầu thủ bóng đá người Nhật Bản.

## Sự nghiệp câu lạc bộ
Shigeyuki Sato đã từng chơi cho JEF United Ichihara.